# Дом генерала Орлова
Дом генерала Орлова (В. А. Обрезковой) — усадьба в Москве по адресу улица Пречистенка, дом 10/2, строение 1. Объект культурного наследия федерального значения.

## История
В конце XVIII века усадьбой владел князь И. М. Одоевский, после него — участник Наполеоновских войн и декабрист Михаил Фёдорович Орлов. В 1842 году генерал скончался, после чего часть дома была переоборудована под квартиры для сдачи в аренду. Одну из квартир снимал художник Исаак Левитан.
С 1905 года и до революции 1917 дом принадлежал купцу, владельцу галантерейного магазина на Лубянской площади и коллекционеру живописи и фарфора Морицу Филиппу. Весной 1915 года в доме поселился Борис Пастернак, ставший учителем сына хозяина Вальтера. 28 мая 1915 года при полном попустительстве городских властей народ принялся громить магазины и дома предпринимателей, имевших немецкую или похожую на неё фамилию. Серьёзно пострадал и частично был сожжён дом Филиппа. Хотя погромщики старались уничтожать только вещи хозяев, Пастернак писал, что потерял во время погрома книги и рукописи. После этих событий Филипп с семьёй стал жить на съёмной квартире в Шереметьевском (современный Романов) переулке (дом № 3 кв. 90), Пастернак переехал вместе с ними.
После 1917 года особняк занимали различные общественный организации. В 1942-48 годах в доме располагался Еврейский антифашистский комитет. В настоящее время в усадьбе проведена реставрация, здесь находятся Международная ассоциация Фонда мира и Комитет за мир и сотрудничество. В память о деятельности Еврейского комитета на стене дома установлена мемориальная доска.
Пилястры и цоколь дома из белого камня были выполнены в XVIII веке. Современный облик здание приобрело во второй половине XIX века, когда был выполнен декор в духе классицизированной эклектики: наличники, обрамление дверей, балкон второго этажа, капители пилястр коринфского ордера и ажурная решётка над карнизом кровли. В 1907 году на боковом фасаде второго этажа был добавлен эркер.